# Chương Hàm
Chương Hàm (章邯, ? – 205 TCN) là tướng cuối thời nhà Tần, đầu thời Hán Sở trong lịch sử Trung Quốc. Ông phục vụ dưới quyền Tần Nhị Thế và Sở Bá vương Hạng Vũ.

## Đánh dẹp chư hầu

### Diệt Trương Sở
Sử sách không chép rõ về thân thế của Chương Hàm. Ông chỉ bắt đầu xuất hiện trong Sử ký Tư Mã Thiên dưới thời Tần Nhị Thế khi chỉ huy quân Tần ra mặt trận chống lại cuộc tây tiến của quân khởi nghĩa Trần Thắng.
Tháng bảy âm lịch năm 209 TCN, 900 người lính thú theo Trần Thắng và Ngô Quảng khởi nghĩa ở làng Đại Trạch thuộc nước Sở cũ thời Chiến Quốc. Khởi nghĩa lan rộng rất nhanh, Trần Thắng đánh đến đất Trần xưng hiệu là Trương Sở vương, tự lập làm vua Sở.
Trần Thắng ở đất Trần sai các tướng đi chiêu hàng các nơi. Những người trai tráng ở các quận, các huyện Sơn Đông bị khổ sở vì bị bọn quan lại nhà Tần đều giết bọn thú, úy, lệnh, thừa làm phản để hưởng ứng Trần Thắng. Nhiều nước chư hầu cũ thời Chiến Quốc được tái lập như Tề, Triệu, Yên, Ngụy.
Tháng 10 năm 208 TCN, Trần Thắng sai Chu Văn mang vài chục vạn quân đánh vào cửa Hàm Cốc, tiến đến đất Hý, gần kinh thành Hàm Dương. Nhị Thế hoảng sợ bàn với quần thần:
Bây giờ làm thế nào?
Lúc đó Chương Hàm đang làm Thiếu phủ là chức quan lo việc thu thuế của triều đình, tâu với Nhị Thế rằng:
Bọn giặc đã đông và mạnh. Nay nếu đem binh ở các huyện đến thì không kịp nữa. Những người bị đày phải làm ở Ly Sơn rất đông, xin tha cho họ, giao cho họ binh khí để đánh giặc.
Nhị Thế nghe theo lời ông, liền đại xá thiên hạ, tha cho những nô dịch đang phải đi làm phu xây cất ở Ly Sơn (mộ vua Tần), và huy động cả con cháu họ, giao cho họ binh khí và giao cho Chương Hàm cùng với cháu danh tướng Vương Tiễn là Vương Ly ra mặt trận để chặn Chu Văn. Dưới sự chỉ huy của Chương Hàm, quân Tần đánh cho quân Sở đại bại. Chu Văn thua chạy ra khỏi Hàm Cốc quan, dừng lại đóng quân ở Tào Dương hai ba tháng. Chương Hàm đuổi theo đánh tiếp, đại phá Chu Văn một lần nữa. Văn phải bỏ chạy đến đóng ở Dẫn Trì hơn mười ngày. Chương Hàm nhân đà thắng lợi, tiếp tục truy sát, đánh cho Chu Văn thua to một trận nữa. Chu Văn tự đâm cổ chết, quân lính đầu hàng.
Được tin thắng trận, Tần Nhị Thế sai thêm trưởng sử là Tư Mã Hân và đô uý Đổng Ế giúp Chương Hàm đánh dẹp các chư hầu.
Quân Tần tiến về phía đông cứu thành Vinh Dương do thái thú Tam Xuyên là Lý Do trấn giữ. Thành này bị quân Sở do giả vương Ngô Quảng chỉ huy vây hãm lâu ngày nhưng vẫn trụ vững. Lúc đó nội bộ quân Sở chia rẽ, Ngô Quảng muốn đánh cho được Vinh Dương còn các tướng do Điền Tang cầm đầu muốn chia quân ra đón đánh Chương Hàm. Cuối cùng Điền Tang giả lệnh của Trần Thắng giết Ngô Quảng và giao cho Lý Quy vây Vinh Dương, còn mình dẫn quân tinh nhuệ ra đón Chương Hàm.
Chương Hàm tiến về phía đông, gặp quân Trương Sở ở Ngao Thương. Hai bên giao chiến. Ông đại phá quân Sở, giết chết Điền Tang. Quân Sở tan vỡ bỏ chạy. Chương Hàm đem quân thừa thắng tới thành Vinh Dương, đánh nhau với Lý Qui ở dưới chân thành. Quân Tần đại thắng, lại giết được Lý Qui cùng các thuộc tướng, giải vây thành Vinh Dương.
Trên đường đánh vào đất Trần, Chương Hàm đến đất Hứa gặp cánh quân Sở do Ngũ Từ chỉ huy. Ông lại đánh phá quân Ngũ Từ, quân của Ngũ Từ bỏ chạy tán loạn vào đất Trần.
Chương Hàm đem quân tiến thẳng đến Trần. Trụ quốc nước Sở là Phòng Quân ra đánh bị giết chết. Chương Hàm lại tiến binh đánh quân của tướng Sở khác là Trương Hạ ở phía tây đất Trần. Trần Thắng thân hành ra đốc suất trận đánh nhưng quân Sở vẫn bị đánh bại, Trương Hạ bị giết chết. Trần Thắng bỏ chạy khỏi đất Trần.
Tháng chạp, Trần Thắng đến huyện Nhữ Âm quay về đến Hạ Thành Phụ. Người đánh xe là Trang Giả giết Trần Thắng để đầu hàng Tần. Chương Hàm cho Trang Giả giữ đất Trần, còn mình mang đại quân sang đánh nước Ngụy.

### Giết hai vua Tề, Nguỵ
Trên đà chiến thắng, Chương Hàm tiến sang Nguỵ đánh bại quân Nguỵ ở Lâm Tế. Nguỵ vương Cữu bại trận phải chạy vào thành cố thủ. Chương Hàm vây ngặt. Ngụy Cữu sai người sang cầu cứu nước Tề.
Tề vương Điền Đam đích thân mang quân sang cứu Nguỵ. Chương Hàm chủ động mang quân đón đánh quân Tề, giết chết Điền Đam tại trận.
Nước Nguỵ khiếp sợ trước sức mạnh của quân Tần. Nguỵ vương Cữu biết không giữ được thành nên tự vẫn. Em Cữu là Nguỵ Báo bỏ trốn sang nước Sở.
Em Điền Đam là Điền Vinh và Điền Hoành dẫn tàn quân ở Nguỵ về Tề, nhưng tới Đông A mới biết người nước Tề đã lập em của Tề Vương Điền Kiến thời Chiến Quốc là Điền Giả làm Tề vương và ngăn đường Điền Vinh về Tề. Vinh phải nán lại Đông A.
Chương Hàm đánh xong Nguỵ rồi, mang quân đuổi theo Điền Vinh, vây đánh Đông A. Điền Vinh thế yếu phải cố thủ rồi sai người sang cầu cứu nước Sở.
Lúc đó nước Sở đã phục hồi sức lực. Tướng cũ của Trần Thắng là Lã Thần khởi binh chiếm lại đất Trần, giết chết Trang Giả. Các lực lượng khởi nghĩa khác của Hạng Lương, Lưu Bang tuy chưa xưng hiệu nhưng ngày một lớn mạnh. Khi Hạng Lương đã tiêu diệt một cánh quân ly khai khác của Sở là Tần Gia, thu nhận Lưu Bang và lập vua Sở mới là Hoài vương thì lực lượng này trở thành lực lượng chống Tần mạnh hơn cả. Các cánh quân Sở cũ của Trần Thắng đều theo về với Hạng Lương. Trước tình hình đó, Chương Hàm lại quay sang đánh Hạng Lương.

### Đánh bại Hạng Lương
Xem chi tiết: Hạng Lương
Hạng Lương cấp quân cho Nguỵ Báo về khôi phục nước Nguỵ, lập Hàn Thành làm Hàn vương để có thêm vây cánh đánh Tần, sai cháu là Hạng Vũ cùng Lưu Bang dẫn một cánh quân đi về phía tây đánh Tần, còn bản thân mình dẫn đại quân lên phía bắc để cứu Điền Vinh ở Đông A.
Chương Hàm mang quân ra đón Hạng Lương, hai bên đụng độ nhau ở phía tây Đông A. Quân Tần không chống nổi quân Sở, bị đánh bại. Chương Hàm thua trận, buộc phải giải vây thành Đông A mà chạy về Định Đào.
Hạng Lương muốn cùng Điền Vinh mang quân đuổi theo Chương Hàm nhưng Vinh lại đem quân về đuổi vua Tề là Điền Giả. Giả chạy trốn sang nước Sở. Điền Vinh lập con của Điền Đam, tên là Điền Thị, làm Tề Vương. Hạng Lương mấy lần sai sứ giả giục Điền vinh đem binh của nước Tề đến để cùng kéo quân sang hướng Tây nhưng Điền Vinh ra điều kiện nước Sở giết Điền Giả thì Tề mới đem quân đến hội cùng đánh Tần. Song Hạng Lương vì đã giao hiếu với Giả nên không nỡ giết. Vì vậy Điền Vinh không chịu ra quân.
Hạng Lương đem quân Sở từ phía tây đất Đông A qua hướng bắc đến Định Đào. Chương Hàm thấy quân Sở không có sự phối hợp của quân Tề liền mang quân ra đón đánh, nhưng quân Hạng Lương mạnh mẽ một lần nữa đánh bại ông. Ông phải rút vào trong thành cố thủ. Hạng Lương chia quân bủa vây thành Định Đào.
Sau khi thắng được quân Tần hai trận và nghe tin cánh quân của Hạng Vũ giết được thái thú Tam Xuyên là Lý Do nên Lương càng khinh thường quân Tần và tỏ ra kiêu căng.
Chương Hàm thấy quân Sở bắt đầu canh phòng trễ nải, âm thầm chờ cơ hội phản công. Ông ngầm huy động quân các trấn xung quanh tới tiếp ứng. Một đêm, ông cùng các tướng sĩ trong thành lặng lẽ mở cổng kéo ra, đánh thốc vào doanh trại của Hạng Lương. Quân Sở bị đánh úp không kịp trở tay, bị phá tan tành. Quân Tần giết được Hạng Lương trong trận này.

## Bại trận Cự Lộc
Xem chi tiết: Trận Cự Lộc

### Vây thành Cự Lộc
Sau khi đã đánh bại quân của Hạng Lương, Chương Hàm cho rằng quân của nước Sở không đáng lo, nên vựơt sông Hoàng Hà đánh nước Triệu, phá tan quân Triệu.
Lúc bấy giờ Triệu vương là Yết, Trần Dư làm tướng quân, Trương Nhĩ làm tướng quốc, cả ba đều bỏ kinh thành Hàm Đan chạy vào thành Cự Lộc. Chương Hàm sai Vương Ly, Thiệp Nhàn vây Cự Lộc, còn mình đóng quân ở phía nam thành này, xây một con đường ống để chuyên chở thóc tiếp viện cho Vương Ly. Quân Tần có lương thảo đầy đủ để đánh địch lâu dài.
Nghe tin cánh quân chủ lực của Hạng Lương bị đánh tan, các cánh quân chư hầu khác đều hoang mang. Hạng Vũ và Lưu Bang không dám tiến sâu vào đất Tần nữa, phải cùng Lã Thần co về phía đông, hội quân với Sở Hoài vương.
Trương Nhĩ sai người sang các nước chư hầu cầu cứu. Trần Dư làm tướng, cùng với con Trương Nhĩ là Trương Ngao ra ngoài mộ thêm quân để cứu Cự Lộc. Sau một thời gian, Dư và Ngao đem vài vạn quân đóng ở phía bắc thành Cự Lộc nhưng sợ thế quân Tần nên không dám giao chiến. Các cánh quân Tề, Yên lên đường nhưng khi đến gần đều sợ thế Chương Hàm nên chỉ đắp lũy đóng quân bên cạnh Trần Dư. Nước Sở cũng cử Tống Nghĩa cùng Hạng Vũ và Phạm Tăng cầm quân đi cứu nhưng Tống Nghĩa lại muốn lợi dụng cho Tần và Triệu đánh nhau để kiệt sức mới ra quân để thủ lợi.
Chương Hàm thấy quân chư hầu khiếp đảm, lệnh cho Vương Ly công phá thành Cự Lộc. Trương Nhĩ lo lắng sai Trương Yêm, Trần Thích ra giục Trần Dư ra quân nhưng Dư không dám đánh. Yêm và Thích nhất định đòi đánh, Dư liền phát cho 5000 quân đi thử nhưng quả nhiên quân Triệu không địch lại quân Tần, cả hai tướng cùng 5000 quân bị Vương Ly tiêu diệt.

### Bại trận dưới tay Hạng Vũ
Phó tướng nước Sở là Hạng Vũ nóng lòng báo thù cho chú là Hạng Lương ở trận Định Đào, thấy Tống Nghĩa ngăn trở việc cứu Triệu nên nổi giận giết chết Tống Nghĩa đoạt quyền thượng tướng quân, mang toàn quân vượt sông Hoàng Hà.
Quân Sở dưới sự chỉ huy của Hạng Vũ hăng hái xung trận, khí thế rất cao. Hạng Vũ đến vây Vương Ly, gặp quân Tần, đánh chín trận đều thắng cả chín. Hạng Vũ còn cắt đứt con đường ống tiếp viện lương thảo của Chương Hàm cho Vương Ly. Kết quả cánh quân Tần vây Cự Lộc bị đánh tan, Tô Giác tử trận, Vương Ly bị bắt sống, Thiệp Nhàn không đầu hàng Sở, tự thiêu mình mà chết.

## Đầu hàng Hạng Vũ

### Lời khuyên của Tư Mã Hân
Bấy giờ thanh thế quân của Sở át cả quân các nước chư hầu. Chương Hàm đóng quân ở Cức Nguyên, Hạng Vũ đóng quân ở phía nam sông Chương. Hai bên cứ giữ thế nhau chưa giao chiến. Hạng Vũ có thêm các cánh quân chư hầu hợp sức đi theo nên thanh thế rất lớn. Chương Hàm thấy chưa thể giao chiến, ông cho quân rút lui mấy lần.
Tần Nhị Thế nghe tin ông bại trận ở Cự Lộc, sai người đến quở trách ông. Chương Hàm sợ, sai trưởng sử Tư Mã Hân - vốn là người quen biết cũ của Hạng Lương - đi yết kiến vua Tần để tâu xin định đoạt.
Tư Mã Hân về đến Hàm Dương đợi ở cửa tư mã ba ngày, gian thần Triệu Cao thao túng triều đình, không cho yết kiến. Trưởng sử Hân sợ hãi bỏ chạy về chỗ quân doanh của Chương Hàm, nhưng không dám đi theo con đường lần trước. Quả nhiên Triệu Cao cho người đuổi theo, nhưng không kịp. Tư Mã Hân về đến doanh trại bảo ông rằng:
Ở triều đình, Triệu Cao chuyên quyền, ở dưới quyền của nó không thể làm được việc gì. Nay nếu đánh mà thắng thì thế nào Cao cũng ghen ghét công lao của chúng ta; lỡ đánh không thắng thì không khỏi chết. Xin tướng quân suy nghĩ cho kỹ!
Chương Hàm do dự không nỡ phản lại triều đình.

### Bức thư của Trần Dư
Trần Dư sau trận Cự Lộc, vì hiềm khích với Trương Nhĩ nên bỏ đi nơi khác. Nghe tin Chương Hàm cầm cự với Hạng Vũ trong thế yếu, lại bị vua Tần truy bức, Trần Dư viết thư sai người đưa cho ông. Thư viết:
"Bạch Khởi làm tướng nước Tần, phía nam chinh phục Yên Sinh, phía bắc chôn sống Mã Phục, đánh lấy thành, cướp được đất không biết bao nhiêu mà kể. Thế mà cuối cùng Tần ra lệnh cho tự sát. Mông Điềm làm tướng nước Tần, phía bắc giết quân Nhung mở mang đất Du Trung mấy ngàn dặm, thế mà cuối cùng cũng bị chém ở Dương Châu. Tại sao lại như thế? Họ lập nhiều công, nước Tần không thể cấp đất đai cho hết, cho nên tìm cách giết họ đi. Nay tướng quân làm tướng nước Tần đã ba năm nay, quân chết và bỏ trốn tính đến chục vạn người, thế mà chư hầu nổi dậy càng nhiều. Tên Triệu Cao kia mấy lâu nay vốn hay nịnh hót, lừa dối nhà vua, nay việc gấp, cũng sợ Nhị Thế giết, cho nên hắn muốn tìm cách giết tướng quân để trút lỗi, rồi sai người thay thế tướng quân để tránh khỏi tai họa. Tướng quân ở ngoài đã lâu, ở trong triều đình có nhiều hiềm khích: có công cũng bị giết, không có công cũng bị giết. Vả chăng trời làm tiêu diệt nhà Tần, người ngu độn hay khôn ngoan ai cũng đều biết như thế. Nay tướng quân ở triều đình thì không thể lấy lời thẳng để khuyên can ở ngoài biên cương thì làm vị tướng của một nước sắp mất. Cô độc đứng một mình mà muốn tồn tại được mãi thì chẳng đáng thương lắm sao! Tại sao tướng quân không đem quân quay lại liên hiệp với chư hầu, giao ước cùng nhau đánh Tần, chia đất Tần để làm vương, ngoảnh mặt về hướng nam để xưng "cô", điều đó chẳng hơn thân bị búa rìu, vợ con bị giết hay sao?"
Chương Hàm vẫn còn do dự, bí mật sai thủ hạ là Thỉ Thành đi sứ đến chỗ Hạng Vũ, muốn cùng giao ước.

### Đầu hàng
Hai bên giao ước chưa xong, Hạng Vũ sai Bồ tướng quân ngày đêm đem quân vượt bến Tam Hộ đóng quân ở phía nam sông Chương, đánh nhau với quân Tần, lại đánh tan quân Tần lần thứ hai. Hạng Vũ tự mình đem tất cả quân đánh quân Tần trên sông Vu Thủy, phá tan tành quân Tần một trận nữa.
Bị thua liền 3 trận, Chương Hàm không còn cách nào khác là phải đầu hàng. Ông sai người yết kiến Hạng Vũ xin hàng. Hạng Vũ vì cũng sắp hết lương nên đồng ý cho ông đầu hàng.
Hạng Vũ bèn hẹn với Chương Hàm gặp nhau ở Ân Khư phía nam sông Hoàn Thủy. Sau khi hai bên ăn thề xong, Chương Hàm nhìn thấy Hạng Vũ, chảy nước mắt ròng ròng, kể lại việc gian thần Triệu Cao. Hạng Vũ nhận cho ông hàng, rồi lập ông làm Ung Vương giữ lại ở trong quân đội của Sở, cho trưởng sử Hân làm thượng tướng quân, cầm quân Tần để đi tiên phong.
Quân hai bên hợp lại đi đến Tân An, tướng sĩ các nước chư hầu xưa kia làm xâu hay đi thú ở trong đất Tần đều bị tướng sĩ của Tần đối đãi không ra gì. Lúc đó quân Tần đầu hàng chư hầu, tướng sĩ của chư hầu lợi dụng lúc thắng thế, đối đãi với họ như là nô lệ, tù binh, tha hồ làm nhục tướng sĩ nhà Tần. Tướng sĩ nhà Tần nhiều người nói trộm với nhau:
Bọn Chương tướng quân lừa chúng ta đầu hàng chư hầu, nên bây giờ họ có thể vào cửa quan đánh nước Tần. Nếu may mà đánh được nhà Tần thì tốt lắm, nếu không thì chư hầu sẽ bắt chúng mình đem về đông, còn Tần thì thế nào cũng giết hết cha mẹ, vợ con ta.
Các tướng nghe mang máng việc họ bàn, đem báo lại với Hạng Vũ. Hạng Vũ liền gọi Kình Bố và Bồ tướng quân đến, sai mang quân Sở ban đêm đến đánh úp, bắt và chôn sống hơn hai mươi vạn lính Tần ở phía nam thành Tân An. Cả đại quân Tần trước đây chỉ còn ông và Tư Mã Hân với Đổng Ế được sống.
Đây là sự kiện được xem là một trong những vụ thảm sát lớn nhất trong lịch sử cổ đại Trung Quốc và được ví với việc chôn sống 40 vạn quân Triệu đầu hàng của tướng Tần là Bạch Khởi trong trận Trường Bình thời Chiến Quốc.

## Tận trung với Tây Sở

### Ung vương ở Tam Tần
Chương Hàm cùng Hạng Vũ tiến về tây tiêu diệt nhà Tần. Dù vào Quan Trung trước nhưng yếu thế hơn nên Lưu Bang phải để Hạng Vũ tiếp quản Hàm Dương và giao nộp vua Tần Tử Anh đã đầu hàng.
Hạng Vũ có công lao diệt Tần nhiều nhất và thế lực mạnh nhất nên làm chủ phân phong các chư hầu. Hạng Vũ tôn Sở Hoài vương làm Nghĩa đế, đày đi Trường Sa, tự xưng làm Tây Sở Bá vương. Lưu Bang được phong làm Hán vương vào đất Thục, còn Chương Hàm cùng Tư Mã Hân và Đổng Ế được phong làm vương Tam Tần:
- Chương Hàm làm Ung vương, đóng đô ở Phế Khâu.
- Tư Mã Hân làm Tắc vương, đóng đô ở Lịch Dương.
- Đổng Ế làm Địch vương, đóng đô ở Cao Nô.

Mục đích của Hạng Vũ chia đất Tần làm 3 và phong cho các tướng Tần cũ để kìm chế Lưu Bang.

### Cố thủ Phế Khâu
Lưu Bang không được làm vương ở Quan Trung mà bị đày ải vào Tây Thục rất bất mãn nên nuôi chí phục thù.
Tháng tám năm 206 TCN, Hán vương dùng mưu kế của Hàn Tín, giả cách sửa sang đường sạn đạo đã bị đốt khiến quân Chương Hàm ngỡ rằng quân Hán còn lâu mới ra khỏi cửa ải. Nhưng Hàn Tín lại đi qua huyện Cố Đạo đánh úp Ung Vương Chương Hàm.
Ung vương đón đánh quân Hán ở Trần Thương. Ông bị thua trận, phải rút lui. Ông dừng lại đánh đất Hạo Trĩ, lại bị thua trận, bỏ chạy về kinh thành Phế Khâu. Hán vương đuổi theo, bình định đất đai của Ung vương, đi về đông đến Hàm Dương.
Chương Hàm cố thủ trong thành không ra đánh. Lưu Bang cho một cánh quân riêng vây Ung vương ở Phế Khâu, còn sai các tướng bình định Lũng Tây, Bắc Địa, Thượng Quận.
Sang đầu năm 205 TCN, Địch vương Ế và Tắc vương Hân đều hàng Hán. Tam Tần chỉ còn một mình Chương Hàm trung thành với Hạng Vũ, cố thủ không hàng Hán.

### Không hàng Hán vương
Đến tháng giêng, Chương Hàm thấy quân Hán bình định hết đất đai Tam Tần, sốt ruột sai em là Chương Bình mang quân ra đánh. Tuy nhiên Bình thế yếu không chống lại được quân Hán, bị quân Hán bắt sống. Từ đó ông quyết ý cố thủ để chờ viện binh của Sở Bá vương Hạng Vũ.
Nhân lúc Hạng vương đi đánh Tề, Lưu Bang thừa thắng tiến về phía đông thôn tính và thu phục các chư hầu: Thường Sơn (Trương Nhĩ), Hàn (Trịnh Xương), Hà Nam (Thân Dương), Ân (Tư Mã Ngang), Ngụy (Ngụy Báo), và Triệu (Triệu Yết). Quân Hán kéo thẳng vào kinh đô Sở là Bành Thành. Tuy nhiên, Chương Hàm vẫn không nao núng, quyết tâm tử thủ ở Phế Khâu.
Hạng vương mang 3 vạn tinh binh từ Tề trở về, đại phá quân Hán ở Bành Thành. Lưu Bang thua tan tác bỏ chạy về tây. Tư Mã Hân và Đổng Ế lại trở lại hàng Sở, các chư hầu Ngụy, Triệu cũng bỏ Hán theo Sở; nước Tề cũng xin giảng hòa với Sở.
Hạng vương tổ chức truy kích Lưu Bang nhưng đến đất Kinh và đất Sách thì quân Sở bị Hàn Tín đánh chặn lại, phải rút lui. Từ đó hình thành thế giằng co giữa Hán và Sở.
Tháng 6 năm 205 TCN, sau khi củng cố tình hình Quan Trung để làm hậu cứ cho chiến trường, Hán vương Lưu Bang dồn sức tấn công Phế Khâu vì sợ Chương Hàm làm nội ứng cho Hạng Vũ ở Quan Trung. Chương Hàm kiên cường phòng thủ. Hán vương sai quân dẫn nước sông vào thành làm ngập Phế Khâu. Quân Tần không chống nổi phải đầu hàng. Chương Hàm thấy không thể cứu vãn được tình thế bèn tự sát. Thành Phế Khâu sau gần 1 năm bị vây hãm đã thất thủ.
Hán vương đổi tên Phế Khâu làm Hòe Lý.
Cuối đời nhà Tần cho tới thời Hán Sở, chiến tranh liên miên, chính lệnh thay đổi liên tục; các tướng sĩ, chư hầu đều tùy thời thế mà ngả theo phe này hay phe kia. Chương Hàm nằm trong số ít những trung thần: nhà Tần tàn bạo đã rất mất lòng dân và lung lay trước ngọn lửa chiến của chư hầu nhưng ông vẫn một mình đánh đông dẹp bắc, xoay xở ngoài chiến trường. Dẫu ngọn lửa chiến cháy càng to, nhưng Chương Hàm vẫn kiên trì chiến đấu để mong cứu vãn tình thế; mãi đến lúc bị vua Tần và gian thần Triệu Cao truy bức, không còn đường lui tiến để làm tôi con nước Tần, thế cùng ông mới chịu theo Hạng Vũ. Mang ơn Hạng Vũ không báo cái oán giết Hạng Lương mà phong làm chư hầu, Chương Hàm tận trung với Hạng Vũ đến chết không thay lòng đổi dạ như những người cũng từng được Hạng Vũ hậu đãi là Tư Mã Hân, Đổng Ế, Tư Mã Ngang, Thân Dương hoặc Trương Nhĩ.